# Leptogenys sagaris
Leptogenys sagaris is een mierensoort uit de onderfamilie van de Ponerinae. De wetenschappelijke naam van de soort is voor het eerst geldig gepubliceerd in 1958 door Wilson.